# Bandiera della Nuova Russia
La bandiera della Nuova Russia, autoproclamato stato dell'Europa orientale dal 2014 al 2015, era una variante della precedente bandiera di guerra. Un tricolore venne presentato ad agosto 2014 come potenziale bandiera nazionale, ma poi il progetto di creazione di questo stato venne abbandonato. La bandiera era basata sul vessillo della marina della Federazione Russa.

## Bandiere proposte

Bandiera proposta il 13 agosto 2014